# Álvaro Tito
Álvaro Tito de Oliveira (Rio de Janeiro, 18 de junho de 1965) é um cantor de música gospel brasileira, que iniciou sua carreira musical nos anos 1980.
Casado com Mirlan Tavares Tito.

## Carreira
Em 1980, Álvaro fez parte do conjunto musical Sublime Louvor, junto com os primos, Manoel Severiano, Mateus e amigos Elvis Tavares e Samuel Cabral e apesar de ter aparecido ao público no começo da década de 80, pela extinta gravadora Desperta Brasil, Álvaro já trazia na bagagem diversos troféus amealhados dos concursos musicais patrocinados pelas igrejas, durante a fase criança-adolescente.
Um detalhe singularíssimo é que, enquanto os outros candidatos participavam com músicas consagradas pelos medalhões de então, o garoto Álvaro inscrevia-se (e ganhava) cantando canções de sua autoria, tais como O Amor de Deus (incluída mais tarde no long-play Deus está Aqui, lançado pela Nancel Produções) e Livra Minh'Alma (CD Cenas, pela Som e Louvores).
Seu primeiro trabalho foi Meu Ser para Cristo, uma canção autoral, vindo em seguida Deus Transforma (Edison Coelho). Mas foi com o inusitado disco Não Há Barreiras, gravado em 1986, pela antiga multinacional PolyGram (hoje Universal Music), que Álvaro Tito alcançou, definitivamente, a projeção nacional.
A partir do LP Não Há Barreiras, o próprio Álvaro arranjava e produzia musicalmente seus fonogramas, além de executar a bateria. Na época, tal fato levantou resistência aos diretores da PolyGram, pois, sendo ainda a música gospel brasileira olhada com certa reserva pela mídia pop, creditar a um simples rapaz de 21 anos a direção de uma produção fonográfica daquela envergadura seria no mínimo, arriscado. No entanto, o resultado surpreendeu a gravadora.
Posteriormente, vieram ainda mais de dez obras, entre o vinil e o compact disc, que confirmaram o talento do autor/cantor e acabaram por influenciar vários intérpretes que vieram depois dele, tais como Marquinhos Gomes e Kleber Lucas, obtendo deles, tal reconhecimento e colocando-o como o precursor de uma nova geração.
Álvaro Tito costuma ser muito versátil em suas produções, fazendo um passeio rítmico que vai da inclusão de baladas, reggaes, salsas, guarânias, soul, até inserções jazzísticas. 
A fama de excelente intérprete já rompeu os muros da gospel music, acarretando em convite, certa vez, para atuar como cantor popular, o que foi, prontamente, rejeitado por Álvaro Tito.
Em 2011, já contratado pela gravadora Sony Music, foi indicado ao Troféu Promessas na categoria Melhor cantor. Álvaro Tito já vendeu dois milhões de cópias no Brasil através de seus trabalhos.

## Discografia
Álbuns de estúdio
- 1981 - Meu Ser para Cristo
- 1983 - Deus Transforma
- 1986 - Não Há Barreiras
- 1988 - Comunhão
- 1989 - Ágape
- 1990 - Sentimentos
- 1991 - Cenas
- 1992 - Você Comigo
- 1993 - Deus está Aqui
- 1995 - Não Chore
- 1997 - Cristo Guerreia por Mim
- 1998 - Esperança Viva
- 2000 - Tempo de Alegria
- 2002 - Levanta-te
- 2006 - Na Intimidade: Voz & Violão Vol. 1
- 2006 - Na Intimidade: Voz & Violão Vol. 2
- 2010 - Vitória
- 2011 - Reinas em Glória

Coletâneas
- 1991 - Grandes Momentos
- 1996 - Hinos Especiais
- 1999 - Coleções Vol.1
- 2001- Coleções Vol.2
- 2002 - Coleções Vol.3
- 2003 - Coleções Vol.4
- 2004 - Lembranças Vol.1
- 2004 - Lembranças Vol.2
- 2005 - Série especial Vol.5
- 2006 - Na Intimidade: Voz & Violão Vol. 1
- 2007 - Na Intimidade: Voz & Violão Vol. 2
- 2008 - Simplesmente
- 2008 - 20 Super gospel
- 2009 - As 20 melhores
- 2012 - Falando de amor e algo mais
- 2012 - 40 Relíquias - Vale a pena recomeçar
- 2013 - As Minhas Canções
- 2013 - As 60 melhores
- 2013 - Eternamente
- 2014 - Seleção essencial - As 20 melhores
- 2015 - Super Gospel
- 2015 - Hinos consagrados Vol.1

## Participações em outros projetos
- 2011 - Para Sempre: Lenilton & Amigos (música "Autor da Verdade")[9]